# Косынчук, Александр Васильевич
Александр Васильевич Косынчук (род. 17 февраля 1974) — российский и казахстанский игрок в хоккей с мячом, вратарь, мастер спорта России (1994), мастер спорта международного класса Республики Казахстан (2003)

## Карьера

### Клубная
Начал заниматься хоккеем с мячом в 1982 году в Красноярске в школе «Енисея».
Большая часть игровой карьеры связана с клубами «Енисей» и «Ракета»/«Динамо-Казань», в сезоне 2005/06 был игроком абаканских «Саян».
В «Енисее» с 1992 по 1999 год, в сезоне 2006/07, в составе команды стал серебряным призёром чемпионата России сезона 1998/99.
Выступал за «Ракету»/«Динамо-Казань» с 1995 по 2005 год, с 2007 по 2013 год. После возвращения в команду был дублёром вратаря сборной Швеции Андреаса Бергвалла. В дальнейшем, когда команда мастеров перешла в ведение ОГО ФСО «Динамо» Республики Татарстан, с последующими заявлениями руководства организации и клуба о решении высоких задач на предстоящие годы и приглашением нескольких ведущих игроков московского «Динамо», стал третьим вратарём команды.

### Сборная Казахстана
В составе сборной Казахстана участник 12 чемпионатов мира, бронзовый призёр турниров 2003, 2005, 2012, 2013 годов. По итогам чемпионата мира 2005 года был признан лучшим вратарём турнира.

### Тренерская деятельность
В 2013 году вошёл в тренерский штаб «Динамо-Казани», где занимался подготовкой вратарей, с 2014 года — тренер «Ак Барс — Динамо» («Динамо-Казани»).

## Достижения
«Енисей»
 Серебряный призёр чемпионата России: 1998/99 

 Обладатель Кубка России (2): 1998, 1999 

 Победитель международного турнира «Кубок Стокгольма»: 1995
«Ракета»/«Динамо-Казань»
 Чемпион России: 2010/11 

 Серебряный призер чемпионата России: 2011/12 

 Бронзовый призёр чемпионата России (2): 2008/09, 2012/13 

 Обладатель Кубка России: 2009 

 Финалист Кубка России: 2002 

 Победитель Кубка чемпионов Эдсбюна: 2009 

 Серебряный призёр Международного турнира на призы Правительства России: 2000 (в составе сборной Татарстана) 

 Бронзовый призёр чемпионата России по мини-хоккею: 2001
Сборная России (юниоры)
 Чемпион мира среди юниоров: 1994
Сборная Казахстана
 Бронзовый призёр чемпионата мира (4): 2003, 2005, 2012, 2013
Личные
- Лучший вратарь чемпионата мира: 2005
- Символическая сборная чемпионата мира: 2005
- Лучший вратарь Международного турнира на призы Правительства России: 2000

### Комментарии
1. ↑  Количество игр и пропущенных мячей за клуб(ы) в высшем дивизионе чемпионатов России
2. ↑  Результативные передачи